# Sechs beste Waka-Dichter
Die Sechs besten Waka-Poeten oder die Genien der Poesie (jap. 六歌仙, Rokkasen) waren sechs herausragende Waka-Dichter in der frühen Heian-Zeit, die im Vorwort der Gedichtanthologie Kokin-wakashū (905) erwähnt werden.

## Übersicht
Die „Rokkasen“ wurden zwar als zweitklassig angesehen, aber sie sie repräsentieren für die Zeit für das mittlere bis späte 9. Jahrhundert, als die japanische Dichtkunst als einen Ansehen erreichte, das mit der chinesischen vergleichbar war. Ihr Stil war der direkte Vorläufer des reifen Kokinshū-Stils. Die Anzahl der Rokkasen wurde zweifellos durch die sechs Stile der japanischen Dichtkunst bestimmt.
Einer der Herausgeber des Kokinshū, Ki no Tsurayuki, bezog sich auf die sechs Dichter als „berühmte Dichter der nahen Vergangenheit“. Die Dichter wurden kurz beurteilt und erhielten später den Titel „Unsterbliche des Waka“ (Kasen):
| Nr. | Name Romaji         | Name Kanji | Lebensdaten | Epoche des Wirkens               | Illustration |
| --- | ------------------- | ---------- | ----------- | -------------------------------- | ------------ |
| 1   | Henjō               | 遍昭       | 816–890     | frühe Heian-Zeit                 |              |
| 2   | Ariwara no Narihira | 在原 業平  | 825–880     | Gangyō-Zeit                      |              |
| 3   | Fun’ya no Yasuhide  | 文屋 康秀  | ?–885       | Heian-Zeit                       |              |
| 4   | Kisen Hōshi         | 喜撰 法師  | unbekannt   | frühe Heian-Zeit                 |              |
| 5   | Ono no Komachi      | 小野 小町  | 825–900     | Heian-Zeit 1. Hälfte des 9. Jhd. |              |
| 6   | Otomo no Kuronushi  | 大友 黒主  | unbekannt   | Heian-Zeit                       |              |